# Deadguy
Deadguy es una banda estadounidense de metalcore y grindcore originaria de Nueva Brunswick, Nueva Jersey. La agrupación se formó en 1994 y se separó en 1997, sin embargo, se considera como una de las bandas pioneras en la creación del género mathcore con su álbum Fixation on a Co-Worker. En 2006, la revista especializada Decibel incluyó el álbum en su "Salón de la fama de los mejores discos de metalcore".

## Historia
Formada en 1994, Deadguy se inspiró en bandas como Unsane y Today is the Day. La banda tomó su nombre de una línea en la película de John Candy, Only the Lonely. Ese mismo año la agrupación publicó dos EP: Work Ethic y White Meat. Aunque no fue una banda muy conocida en la escena, Deadguy fue una fuerte influencia para el desarrollo del metalcore, como lo demuestra su único álbum de estudio, Fixation On A Co-Worker.
La banda se embarcó en una fatídica gira por Estados Unidos en soporte de Fixation on a Co-Worker que estuvo plagada de inconvenientes técnicos y falta de fondos. Durante la gira, Keith Huckins y Tim Singer abandonaron la banda y se mudaron a Seattle, Washington para formar la agrupación Kiss It Goodbye. Los miembros restantes (Tim Naumann, Chris Corvino y Dave Rosenberg) reclutaron a Tom Yak y Jim Baglino (en segunda guitarra y bajo respectivamente), aunque esta alineación no pudo establecerse en el tiempo. Tocaron su último concierto en Nuevo Brunswick, Nueva Jersey en 1997. 
En 2021, la banda se reúne de manera oficial, y el 2025 anuncian su segundo álbum, Near-Death Travel Services. 

## Miembros

### Alineación actual
- Chris "Crispy" Corvino - guitarra y voz (1994-1997, 2021-presente)
- Tim "Swinger" Singer - voz (1994-1997, 2021-presente)
- Keith Huckins - guitarra (1994-1997, 2021-presente)
- Dave Rosenberg - batería y coros (1994-1997, 2021-presente)
- Jim Baglino - bajo (1996-1997, 2021-presente)

### Antiguos músicos
- Tom Yak - guitarra (1996-1997)
- Tim "Pops" Naumann - voz (1996-1997), bajo (1994-1996)
- Chris Pierce - guitarra (1997)

## Discografía

### Álbumes
- Fixation on a Co-Worker (Victory Records, 1995)
- Near-Death Travel Services (Relapse Records, 2025)

### EP
- White Meat 7" (Dada/Popgun Records, 1994)
- Work Ethic 7" (Engine/Blackout Records, 1994)
- Screamin' with the Deadguy Quintet (Victory Records, 1996)

### En vivo
- I Know Your Tragedy: Live at CBGBs (Hawthorne Street Records, 2000)